# 巴基斯坦無鬚魮
巴基斯坦無鬚魮（学名：Puntius punjabensis）是輻鰭魚綱鯉形目鯉科無鬚魮屬的一個種，分布於亞洲巴基斯坦，為特有種，體長可達5公分，棲息在中底層水域。